# Hulkarörarna
Hulkarörarna är öar i Åland (Finland). De ligger i den östra delen av landskapet, 40 km nordost om huvudstaden Mariehamn.